# Eugène de Pousargues
Eugène de Pousargues (né le 21 octobre 1859 à Saint-Omer (Pas-de-Calais) et mort le 24 janvier 1901 à Paris 5e, est un zoologiste français.

## Biographie
Assistant d'Alphonse Milne-Edwards dès 1885, il occupe un poste de préparateur au laboratoire de mammalogie au Muséum national d'histoire naturelle de Paris. Il meurt d'une septicémie contractée lors d'une dissection. Il ne laisse que quelques publications (voir Catalogue BnF) dont une Étude sur les mammifères du Congo français (1897). Rubrique nécrologie dans la Revue scientifique, janvier-juin 1901, 4e série, t. 15, p. 190 (Gallica).

## Source
- Philippe Jaussaud et Édouard R. Brygoo, Du Jardin au Muséum en 516 biographies, Muséum national d’histoire naturelle de Paris, 2004, 630 p.